# 錐 (テレビドラマ)
『錐』（きり、原題：송곳）は、2015年にJTBCで放送された韓国の連続テレビドラマ。外資系大型スーパーマーケットの支店を舞台にした労働組合活動に関する作品である。主演はチ・ヒョヌとアン・ネサン。2015年10月24日から11月29日まで毎週土曜と日曜に放送された。全12話。2016年に放送通信委員会主催の放送大賞で社会文化部門の優秀賞を受賞した。

## 概要
外資系大型スーパーマーケットの支店を舞台に、チ・ヒョヌ演じる支店の課長がアン・ネサン演じる町の労働相談所所長の協力を得て、労働組合の支部を結成し、従業員たちのために会社の不法行為と闘う過程を、様々な人間模様を交えながら描く。ドラマの舞台は2003年のフルミ (Fourmis) マーケットのイルトン店で、フルミマーケットはフランスに本社のある会社、イルトン店の店長はフランス本社から派遣されたフランス人ガストンという設定である。
脚本はイ・ナムギュとキム・スジンが書き、キム・ソギュンが演出を担当した。
2015年10月24日にJTBCで放送が開始されると初回から視聴者の関心を集め、同年11月29日に放送された最終第12話までの間に、「韓国社会の悲しい自画像を描いて見せる」などと視聴者からの反響を呼び、話題になった。2016年5月に放送通信委員会主催の放送大賞で社会文化部門の優秀賞を受賞した。

### 原作
2013年から連載され話題になったチェ・ギュソク作の同名のウェブコミック『錐』が原作である。この作品はフランスの世界的企業カルフールの支社である韓国カルフが経営する大型店の労使問題を素材にしている。主人公イ・スインのモデルは韓国カルフ労働組合委員長キム・ギョンウクである。韓国カルフは2006年4月にカルフール本社によって韓国の企業集団イーランドグループに売却され、名前をホームエバーに変えた。キム・ギョンウクは陸軍士官学校出身という異色の経歴を持ち、このホームエバーで2007年6月に始まった労働争議ホームエバー闘争を労働組合委員長として闘ったことで注目された人物である。なお原作漫画がホームエバー闘争を素材にしているとされることがある。しかし原作者チェ・ギュソクが言うように、この作品が扱うのは韓国カルフを素材とした話で、より広く知られているホームエバー闘争については扱っていない。

## 登場人物

### 主要人物
イ・スイン
演 - チ・ヒョヌ
イルトン店の野菜青果課課長。陸軍士官学校を卒業した元将校。10年間服務した陸軍を除隊して、フルミマーケットに入社した。フルミ労働組合イルトン支部の事務局長になる。
ク・ゴシン〈50歳代〉
演 - アン・ネサン
プジン労働相談所所長。社労士。20年前に軍事政権（第五共和国）の警察で受けた拷問の後遺症で慢性腎不全をわずらい、1日4回の透析をしている。

### ク・ゴシンの関連人物
ムン・ソジン〈20歳代〉
演 - キム・ガウン
サムジン社の労働組合員。プジン労働相談所に居ついて、無給で仕事を手伝っている。いつも労働組合員の赤いベストを着ている。ベストの胸には「団結」「闘争」、背中には「非正規雇用 差別撤廃」「金属連盟 サムジン支会」と記されている。
チャ・ソンハク〈40歳代〉
演 - キム・ヒチャン
バス会社の労働組合員。背中に「思い切りぶん殴れ」と書いたティーシャツをいつも着ている。整備士として働いていたバス会社に解雇され、訴訟を起こして2年後に最高裁で勝訴して会社に復職したが、穴を掘っては埋め戻す作業を毎日させられている。
清掃員
20年前にク・ゴシンを警察で拷問した男。ゴシンの労働相談所があるビルの清掃員として現れる。

### フルミマーケット

#### イルトン店
チュ・ガンミン〈20歳代〉
演 - ヒョヌ
野菜青果課主任。フルミ労働組合イルトン支部の支部長になる。
ファン・ジュンチョル〈20歳代〉
演 - イェソン
水産課主任。フルミ労働組合イルトン支部の組織部長になる。
ナム・ドンヒョプ〈20歳代〉
演 - パク・シファン
野菜青果課職員。フルミ労働組合イルトン支部の教育宣伝部長になる。
ソ・ミノ（ミンホ）〈20歳代〉
水産課職員。
ハン・ヨンシル〈40歳代〉
演 - ペク・ヒョンジュ
野菜青果課職員。
キム・ジョンミ〈40歳代〉
演 - イ・ジョンウン
野菜青果課職員。
ファン・ジョンミン〈40歳代〉
演 - ファン・ジョンミン
水産課職員。化粧が濃いと注意されている。
ジュングム〈50歳代〉
演 - シン・ヨンスク
規格商品課職員。
ホ・ギョンシク課長
演 - チョ・ジェリョン
水産課課長。
コ課長
水産課課長。ホ課長の後任者。人相が悪い。
ユン課長〈40歳代〉
演 - アン・サンウ
規格商品課課長。
キム課長〈40歳代〉
演 - キム・ジュンギ
生活用品課課長。
ガストン・デュボワ (Gaston Dubois)
演 - ダニエル
イルトン店店長。フランス本社出身のフランス人の店長。
チョン・ミンチョル
演 - キム・ヒウォン
イルトン店新鮮食品部部長。現場出身でまぐれで昇進したと言われている。

#### 韓国支部
ソン常務
演 - チョン・ウォンジュン
フルミマーケット人事担当常務。
オリビエ専務
演 - マーティン
フルミマーケット韓国支部長。

### 労働組合の関連人物
イン・ギョンミ
フルミ労働組合本部事務局長。
ユ・ジョンハク
フルミ労働組合本部委員長。
チュ・ヨンテ
チュ・ヨンテ労働事務所長。

## あらすじ
第1話
フランスに本社がある大型スーパーマーケット「フルミマーケット」のイルトン店の新任の課長イ・スインは、部長チョン・ミンチョルを通して「販売社員をどんな手を使ってでも追い出せ」という店長ガストンの命令を伝えられる。スインはそれは違法だと指摘して、断る。スインは会社員にも適応できないと知る。スインは陸軍士官学校を卒業して入隊したが、上司の不正を目にして軍人になれないと悟って10年間服務した陸軍を除隊していた。スインの家は貧しく、スインは子どもの時から出世を目指していた。将校になったが、父親から受け継いだ正義を貫く気質のために結局エリートコースから外れた。
一方、京畿道プジン市ウォントン区ハンマ洞にある古びたビルの5階でプジン労働相談所を営むク・ゴシンは、労災や不正雇用問題、未払い賃金の請求などの相談・交渉にあたっている。
第2話
除隊したスインは外資系のスーパーマーケットに就職した。1997年に始まるアジア通貨危機による不況期だった。その後数年間、多少の不正には目をつぶってやって来た。しかし今回の店長の不当な命令に従うことは出来ない。命令を受けた課長たちが集まり労働組合に加入する話になる。しかし実際に組合に加入したのはスインだけで、その組合の集まりにスインが行ってみると、組合は非力で頼りになりそうもないことが分かる。他の課長たちによって職場での従業員へのいやがらせが始まる。スインは部下の前で店長ガストンから、スインが上司だから部下が苦しむことになると宣告される。スインはすでに社内で死んだも同然なことを知り、必死の闘いを決意する。
第3話
職場で孤立したスインは自家用車に張り付いていたク・ゴシンの名刺を見て、ゴシンの営むプジン労働相談所を訪ねる。労働組合活動をしようとするスインに、ゴシンは予想される会社側の出方を話して「正義感だけじゃ無理だ」とさとして帰す。しかしあきらめないスインをゴシンは、サムジン社の門前で会社側に出社妨害をされている労働組合員たちの抗議現場に連れて行く。そこでは会社の警備員が組合員を会社に入れないようにしていて、出動している警察の機動隊も事実上会社に協力している。その後スインはサムジン社の組合員ソジンに呼び出されて、プジン警察署での集会の申請に協力したりする。ゴシンはスインの決意の固いことを認める。ゴシンの「正しい人ではなく いい人でなきゃ 話は聞いてもらえない」という助言に従って、スインは従業員たちとの気持ちの壁を取り除こうとするが、うまくいかない。
第4話
水産課主任のファン・ジュンチョルが納入業者から接待を受けたことが問題になる。ジュンチョルは辞表を書いて自主退社するよう上司のホ課長に言われる。ジュンチョル一人が接待されたわけではなくホ課長も一緒に接待されていたのだが、ジュンチョルだけが問題にされた。ジュンチョルは、ホ課長作成の「解雇報告書」をスインに見せられ、信頼していたホ課長に裏切られたことを知る。スインが頼りになることを理解したリーダー格の主任チュ・ガンミンを始め、ジュンチョル、ドンヒョプたちが労働組合に加入する。スインたちはスーパーの売り場でプラカードを持って無言で抗議する。ジュンチョルのプラカードには「課長は接待 主任は懲戒」、ガンミンのプラカードには「社員は家畜？」と書いてあり、スインのプラカードには「隣には労組…」と印刷されてある。他に「僕は しぶといぞ」とか「会社は家族」、「僕たちが甘く見えるか？」などと書いたプラカードを持って組合員たちが参加している。少し遅れて化粧が濃いと注意されているジョンミンが「怖くてやってられない 笑いながら仕事したい」と書いたプラカードを持って参加する。
第5話
辞表を書かないジュンチョルに対して店長ガストンやチョン部長、ホ課長、本社の人事担当者などが出席して懲戒委員会が開かれる。ジュンチョルの上司であるホ課長が納入業者の社長や従業員に嘘の証言をさせて作成した報告書が読み上げられる。一方、ジュンチョルのために呼ばれた証人の証言には裏付けとなる証拠が無い。「ジュンチョルだけが接待を受けた」と認定されて懲戒委員会が終りかけたとき、証言した納入業者の一人が接待の当日旅行に行っていたことをジュンチョルが思い出す。結局ホ課長の主張は虚偽であることが判明し、ジュンチョルは戒告処分だけで済む。懲戒委員会の結果を知った野菜青果担当の中年女性職員ハン・ヨンシルとキム・ジョンミが「チュ主任のために」と言って労働組合に加入する。
第6話
フルミ労働組合イルトン支部の役員選挙が行われる。イ・スインとチュ・ガンミンが候補に推薦され、投票の結果リーダー格で人気のあるガンミンが17対3で支部長に選ばれる。スインは事務局長になる。ジュンチョルは組織部長と呼ばれ、ドンヒョプは教育宣伝部長と呼ばれるようになる。機関紙「アリ（蟻）通信」を印刷して従業員に配布し労働組合加入を呼びかけるが、なかなか組合員は増えない。会社側は従業員に倫理規定順守誓約書に署名させ、規定違反に該当する従業員たちを次々に会議室に呼び出す。「権力が攻撃された時 眠っていた規則が起こされる」と、スインは陸軍での経験を思い出す。
第7話
スインたちは労働組合員が規則どおり8時間労働を厳守して所定の時間に退勤するようにする。時間どおりに帰りたい従業員たちが労働組合に加入し始める。ソン人事担当常務の意向を忖度して労働組合対策の先鋒に立つているたたき上げのチョン部長は、部下を連れて組合員たちの退勤を実力で阻止しようとする。ちょっとしたもみあいの末にチョン部長が中年女性職員ヨンシルに押されて倒れる。チョン部長は自ら額を壁に数回ぶつけて傷害事件に仕立て上げる。ヨンシルは警察署に出頭して事情聴取を受ける。
イルトン店の労働組合員たちに組合本部から支給された組合員のベストが配布される。非正規雇用の従業員や労働組合加入に反対していたドンヒョプの母も含めて労働組合のベストを着て店内で仕事を始める。ベストには小さめの文字で「団結闘争勝利 韓国フルミ労働組合」と記されている。
第8話
会社側は労働組合のベストを着用している組合員たちを店内に入れないようにする。スインたちは店の正面玄関前に集まり来店客たちに事情を説明する。会社側は組合員たち27人を業務妨害を名目にして告訴する。組合員たちは警察署での取り調べに一緒に行くことにする。2003年7月の給料日に組合員たちはスインから渡された給与明細書を見て驚く。支給額がいつもの半額以下になっていた。その日だけで11人が組合を脱退する。脱退者をめぐって残留した組合員たちの間で意見が対立する。しかし、脱退しても裏切り者ではない、傷ついた同僚を非難したくない、「全員が退却して 安全が確保できるまで 僕は残る」というスインの言葉に大部分の組合員が賛同する。
第9話
しかし、脱退した者に対して不満を感じる組合員が多い。20人ほどの組合員たちが店内の入り口付近に集まってそれぞれが書いて来たプラカードを持って抗議する。プラカードには「給料を払え」とか「半額は不当」、「許さない!」、「弾圧をやめよ」、「未払い賃金 払え」などと書いてある。しばらくすると抗議する組合員たちに疲れが見え始める。スインはゴシンの提案に従って地方労働委員会に不当労働行為の救済を求める。申立人側からはガンミン、スイン、ゴシンが出席し、会社側からはソン人事担当常務ら3人が出席して調査官と公益委員たちによる審問が行われる。審問の結果スインたちが勝利する。労働組合員たちが喜んだのもつかの間、会社側は中央労働委員会での再審査を求める。
一方、チョン部長は本社のソン常務に直接会うことが出来なくなり、ホ課長は左遷が決まる。ホ課長は労働組合への加入を求める。ドンヒョプたちが反対するが、ホ課長に裏切られたジュンチョルが加入を認めたことでホ課長は組合員になる。ホ課長の後任がやって来る。
第10話
スインは検察からもチョン部長からもフルミへの告訴の取り下げを求められるが、応じない。派遣社員が解雇されたことをめぐってスインとゴシンに意見の相違が生まれる。レジ係との交代制になると聞いた案内係が労働組合に加入して来る。給料が高く今まで非協力的だった案内係の加入に従来の組合員の中に不満が起きる。時間かせぎをする会社側の対応に組合員がいらだつ中、ストライキをしようとドンヒョプが言い出す。スインも賛成し、組合員の賛否を問うことになる。
ホ課長の後任のコ課長は部下のジュンチョルたちにいやがらせをする。コ課長に婚約者をおとしめるようなことを言われたジュンチョルは怒りをおさえられない。それを見ていたガンミンがコ課長をなぐり倒す。
第11話
会社から懲戒処分が発表され、ガンミンは解雇され、ジュンチョルは15日の停職処分になる。ガンミンは労働組合の支部長は続ける。組合員の中からストライキを求める声が高まる。フルミ労働組合本部は5年に及ぶ会社側との交渉が妥結して団体協約を締結したところで、スインの求めるストライキに難色を示すが、賃上げ交渉の決裂を見越してイルトン店でのストライキの決行を認める。一方、ソン常務はストライキを利用して事態を一気に片づけようとする。スインとガンミンは、フルミ労働組合委員長がストライキの条件として求めた協力者である労働事務所長チュ・ヨンテに会い、「拷問のような質問攻め」にあう。チュ所長はク・ゴシンに不信を示しゴシンとの協力を拒む。スインは労働組合委員長の承認を得るために心ならずも「感じ悪い」チュ所長と組むことにする。
イルトン店の労働組合がストライキに突入する。ゴシンはレジ係の組合脱退を懸念してストライキの延期をスインにすすめるが、スインは陸軍で小隊長だったときの経験を思い出し、従わない。店は会社があらかじめ準備した代替労働者によって通常どおり営業する。チュ所長は代替労働者に派遣社員や下請け社員が含まれていれば違法だと指摘する。スインに指示された組合員たちが代替労働者を店から追い出し始める。
最終話（第12話）
ストライキ2日目、チュ所長が労働組合員による店の封鎖を指示するが、スインが違法だと指摘して封鎖をやめさせる。ストライキが3日目に入ると会社側は店をロックアウト（作業所閉鎖）して、合法的に従業員給与を支払い停止にする。会社からのロックアウト予告を受けながらスインたちに知らせないチュ所長とフルミ労働組合本部の委員長に対して、スインは不信をいだく。さらに会社側は労働組合員に対して損害賠償差押通知書を送付する。夫の入院費が払えなくなった野菜青果課職員のジョンミや、結婚式を目前にした組織部長ジュンチョルなど数名がストライキ中の労働組合から脱退する。数日後、店の前のテントでストライキ中の組合員たちが、角材を持ったやくざ風の男たちの襲撃を受ける。水産課職員のミノが重傷を負い入院する。ソン人事担当常務の意向を忖度したチョン部長の指示だった。ソン常務に利用されたチョン部長は、警察に暴力行為などの容疑で緊急逮捕される。スインは労働組合幹部だけのストライキにすることを宣言し、組合員を仕事に復帰させる。スインはチュ所長とたもとを分かつために、チュ所長を送り込んだフルミ労働組合委員長を弾劾して辞任させ、後任としてスイン自身がフルミ労働組合委員長になる。チュ所長と教育宣伝部長ドンヒョプが去り、スインと支部長ガンミンだけになる。スインは十分だと言ってガンミンにやめることをうながし、一人で断食ストライキを始める。ガンミンとジュンチョルはフルミを辞めて二人で念願の青果店「チュファン青果」を開店、営業を始める。スインの断食ストライキが1週間を過ぎたころ、フランス本社から人事担当者が韓国に来ると労働組合本部事務局長のイン・ギョンミが知らせに来る。断食ストライキをやめたスインは業務に戻っている組合員たちに協力を呼び掛ける。組合員が集まって歌って踊る。会社側との面談交渉でスインが提示した要求がすべて通る。しかし店長ガストンとコ課長の他店舗への異動と引きかえにスインは自身の左遷を承諾する。
スインより先にサンジン社前で断食ストライキをしていたソジンは結局サンジン社を辞める。ソジンは社労士になることを目指す。ソジンの断食ストライキに付き合っていたゴシンは吐血するが、入院して回復する。
スインは左遷先近くのPC房（インターネットカフェ）でガンミンやイルトン店の仲間たちからのメールを読んで落涙する。スインは韓国フルミ労働組合委員長としてフランス本社にメールを書き始める。